# 杰·亚·塞斯基
杰·亚·塞斯基（英語：John Robert "J.R." Celski，1990年7月17日—），是美国著名的男子短道速滑运动员。他是2009年世界短道速滑锦标赛全能亚军。

## 职业生涯
2009年世界短道速滑锦标赛中，塞斯基获得3000米和5000米接力两枚金牌、1000米和1500米两枚铜牌，并获得全能亚军。

## 资料来源
- 2010世界短道速滑锦标赛官方网站(英文)
- J. R. Celski-国际滑冰联盟（ISU）